# Emilio Ravasio
Emilio Ravasio (Carate Brianza, 4 giugno 1962 – Palermo, 27 maggio 1986) è stato un ciclista su strada italiano. Professionista dal 1985 al 1986, morì in seguito a una caduta al Giro d'Italia 1986.
Anche il fratello Claudio (12 aprile 1957) fu ciclista professionista.

## Carriera
Nella prima stagione da professionista, il 1985, partecipò al Giro d'Italia concludendo al 106º posto. Nell'edizione successiva fu vittima di una caduta nella prima tappa del Giro: si rialzò e arrivò al traguardo posto a Sciacca, ma dopo poche ore fu colpito da malore e morì dopo sedici giorni di coma all'ospedale di Palermo.

## Palmarès
- 1983

Trofeo Piva
- 1984

Gran Premio Santa Rita
Bologna-Raticosa

## Piazzamenti

### Grandi Giri
- Giro d'Italia

1985: 106º
1986: non partito (2ª tappa)